# Talia Shire
Talia Rose Shire (leánykori nevén Coppola) (Lake Success, New York,         1946. április 25. –) amerikai színésznő, a Coppola család tagja.
Egyik legismertebb szerepe Connie Corleone volt A Keresztapa című 1972-es bűnügyi filmben és annak folytatásaiban. Az 1974-es második részben nyújtott színészi alakításáért Oscar-díjra jelölték legjobb női mellékszereplő kategóriában.
A Rocky című 1976-os sportdrámából és annak folytatásaiból a címszereplő barátnőjeként, majd feleségeként szintén ismert. A Rocky című filmmel megszerezte második Oscar-jelölését is, ezúttal legjobb női főszereplőként. Ugyanezért a szerepért Golden Globe-díjra is jelölték, mint legjobb női főszereplő (filmdráma).
Pályafutása későbbi szakaszában olyan filmekben szerepelt még, mint a Családi kaleidoszkóp (2002) vagy a Multik haza! (2004).

## Fiatalkora és családja
Talia Rose Coppola néven látta meg a napvilágot New York Lake Success nevű településén, olasz származású szülei, Italia (leánykori nevén Pennino; 1912–2004) és a zeneszerző Carmine Coppola (1910–1991) egyetlen lányaként. Talia a rendező és producer Francis Ford Coppola és az egyetemi tanár August Coppola (1934–2009) testvére, valamint a színész Nicolas Cage és a rendező Sofia Coppola nagynénje. Híres rokonai közé tartozik még nagybátyja, a karmester Anton Coppola (1917–2020). Shire 1966-tól a Yale School of Drama hallgatója lett.

## Pályafutása
Shire az eredeti forgatókönyv szerint szerepelt volna a 2006-os Rocky Balboa című filmben is. A filmet rendezőként, forgatókönyvíróként és címszereplőként jegyző Sylvester Stallone – akivel a színésznő barátságban áll – azonban úgy alakította át a végleges történetet, miszerint Adrian már évekkel a film eseményei előtt meghalt. Shire csak archív felvételeken tűnik fel a filmben, melyek az első Rocky-filmhez készültek, de végül nem kerültek bele a film végleges változatába.

## Magánélete
A színésznő kétszer ment férjhez. Első férjével, David Shire zeneszerzővel 1970-ben házasodott össze, egy fiuk született, Matthew Orlando Shire (1975–).
Második házasságából, melyet 1980-ban Jack Schwartzman filmproducerrel kötött, két fia született: a színész, forgatókönyvíró és zenész Jason Schwartzman (1980–), illetve Robert Schwartzman (1982–), aki a színészet mellett zenéléssel és filmrendezéssel foglalkozik. Második házasságának Jack Schwartzman 1994-ben bekövetkezett halála vetett véget, a filmproducer hasnyálmirigyrákban hunyt el.

## Filmográfia

### Film
| Év   | Magyar cím                          | Eredeti cím                            | Szerep                           | Magyar hang        |
| ---- | ----------------------------------- | -------------------------------------- | -------------------------------- | ------------------ |
| 1968 |                                     | The Wild Racers                        | barátnő                          |                    |
| 1970 |                                     | The Dunwich Horror                     | Cora nővér                       |                    |
| 1970 |                                     | Maxie                                  | Sandy                            |                    |
| 1971 |                                     | Gas-s-s-s                              | Coralee                          |                    |
| 1971 |                                     | The Christian Licorice Store           | utolsó vendég a partin           |                    |
| 1972 | A Keresztapa                        | The Godfather                          | Connie Corleone                  | Kiss Mari          |
| 1972 | A Keresztapa                        | The Godfather                          | Connie Corleone                  | Vándor Éva         |
| 1972 | Egy ember halott                    | The Outside Man                        | sminkes lány                     |                    |
| 1974 | A Keresztapa II.                    | The Godfather Part II                  | Connie Corleone                  | Kiss Mari          |
| 1974 | A Keresztapa II.                    | The Godfather Part II                  | Connie Corleone                  | Vándor Éva         |
| 1976 | Rocky                               | Rocky                                  | Adrian Pennino                   | Igó Éva            |
| 1976 | Rocky                               | Rocky                                  | Adrian Pennino                   | Kocsis Judit       |
| 1979 |                                     | Old Boyfriends                         | Dianne Cruise                    |                    |
| 1979 | Jövendölés                          | Prophecy                               | Maggie Verne                     |                    |
| 1979 | Rocky II.                           | Rocky II                               | Adrian Pennino-Balboa            | Kocsis Judit       |
| 1980 |                                     | Windows                                | Emily Hollander                  |                    |
| 1982 | Rocky III.                          | Rocky III                              | Adrian Pennino-Balboa            | Kocsis Judit       |
| 1985 | Rocky IV.                           | Rocky IV                               | Adrian Pennino-Balboa            | Menszátor Magdolna |
| 1985 | Rocky IV.                           | Rocky IV                               | Adrian Pennino-Balboa            | Kocsis Judit       |
| 1986 |                                     | Rad                                    | Mrs. Jones                       |                    |
| 1986 |                                     | Hyper Sapien: People from Another Star | Dr. Tedra Rosen                  |                    |
| 1989 | New York-i történetek               | New York Stories                       | Charlotte                        | Szegedi Erika      |
| 1990 | Rocky V.                            | Rocky V                                | Adrian Pennino-Balboa            | Andresz Kati       |
| 1990 | Rocky V.                            | Rocky V                                | Adrian Pennino-Balboa            | Kocsis Judit       |
| 1990 | A Keresztapa III.                   | The Godfather Part III                 | Connie Corleone                  | Földessy Margit    |
| 1990 | A Keresztapa III.                   | The Godfather Part III                 | Connie Corleone                  | Vándor Éva         |
| 1991 | Rideg mennyország                   | Cold Heaven                            | Martha nővér                     |                    |
| 1992 | Férfi a házban                      | Bed & Breakfast                        | Claire                           | Hámori Ildikó      |
| 1993 | Zuhanás a halálba (Gyilkos kábulat) | Deadfall                               | Sam                              | Bessenyei Emma     |
| 1997 | Halálos sodrás                      | A River Made to Drown In               | Jaime anyja                      |                    |
| 1997 | Életem szerelme                     | She's So Lovely                        | étterem-tulajdonos               |                    |
| 1998 |                                     | Divorce: A Contemporary Western        | Lacey                            |                    |
| 1998 |                                     | Can I Play? (rövidfilm)                | Robert                           |                    |
| 1998 |                                     | Caminho dos Sonhos                     | Ida Stern                        |                    |
| 1998 |                                     | The Landlady                           | Melanie Leroy                    |                    |
| 1999 |                                     | Lured Innocence                        | Martha Chambers                  |                    |
| 1999 | A szállítók – Pokoli utazás         | Palmer's Pick Up                       | Mr. Price                        |                    |
| 1999 |                                     | The Black And The White                | Tulip Clayton                    |                    |
| 2000 |                                     | The Visit                              | Marilyn                          |                    |
| 2001 | Játssz a tűzzel!                    | The Whole Shebang                      | Contessa Bazinni                 | Bessenyei Emma     |
| 2002 | Családi kaleidoszkóp                | Kiss the Bride                         | Irena Sposato                    |                    |
| 2003 |                                     | Family Tree (rövidfilm)                | Patricia                         |                    |
| 2003 |                                     | Dunsmore                               | Mildred Green                    |                    |
| 2004 | Multik haza!                        | I ♥ Huckabees                          | Mrs. Silver                      | Rátonyi Hajni      |
| 2005 |                                     | Pomegranate                            | Sophia nagynéni                  |                    |
| 2006 | Rocky Balboa                        | Rocky Balboa                           | Adrian Pennino (archív felvétel) |                    |
| 2007 |                                     | Homo Erectus                           | Ishbo anyja                      |                    |
| 2008 |                                     | Looking for Palladin                   | Rosario                          |                    |
| 2008 |                                     | Dim Sum Funeral                        | Viola Gruber                     |                    |
| 2009 |                                     | The Deported                           | Dina                             |                    |
| 2010 |                                     | Scratching the Surface                 | Mrs. Shifman                     |                    |
| 2011 | Az alvilág királya                  | The Return of Joe Rich                 | Gloria Neiderman                 | Csere Ágnes        |
| 2013 |                                     | Palo Alto                              | Mrs. Ganem                       |                    |
| 2016 |                                     | Dreamland                              | Victoria                         |                    |
| 2018 | A csaló                             | Con Man                                | Carole Minkow                    | Ősi Ildikó         |
| 2019 |                                     | Working Man                            | Iola Parkes                      |                    |
| 2023 |                                     | Chantilly Bridge                       | Maggie                           |                    |
| 2024 | Megalopolisz                        | Megalopolis                            | Constance Crassus Catilina       |                    |
| 2025 | Nagyik                              | Nonnas                                 | Teresa                           | Kiss Mari          |

### Televízió
| Év   | Magyar cím                                 | Eredeti cím                           | Szerep            | Megjegyzések                                     |
| ---- | ------------------------------------------ | ------------------------------------- | ----------------- | ------------------------------------------------ |
| 1975 |                                            | Foster and Laurie                     | Adelaide Laurie   | tévéfilm                                         |
| 1976 |                                            | Doctors' Hospital                     | ismeretlen szerep | 1 epizód                                         |
| 1976 | Gazdag ember, szegény ember                | Rich Man, Poor Man                    | Teresa Santoro    | minisorozat                                      |
| 1977 |                                            | Kill Me If You Can                    | Rosalie Asher     | tévéfilm                                         |
| 1977 |                                            | The Godfather Saga                    | Connie Corleone   | tévéfilm                                         |
| 1978 |                                            | Daddy, I Don't Like It Like This      | Carol Agnelli     | tévéfilm                                         |
| 1987 | A vér kötelez: Egy maffiafeleség története | Blood Vows: The Story of a Mafia Wife | Gina              | tévéfilm                                         |
| 1987 |                                            | Faerie Tale Theatre                   | Wilma Van Winkle  | 1 epizód                                         |
| 1991 |                                            | Mark Twain and Me                     | Jean Clemens      | tévéfilm                                         |
| 1992 | Az apa, a fiú és a szerető                 | For Richer, for Poorer                | Millie Katourian  | - tévéfilm - magyar hangja: - Menszátor Magdolna |
| 1992 |                                            | CBS Schoolbreak Special               | Mrs. Leland       | 1 epizód                                         |
| 1993 |                                            | Chantilly Lace                        | Maggie            | tévéfilm                                         |
| 1995 |                                            | Blossom                               | önmaga            | 1 epizód                                         |
| 1997 |                                            | Born Into Exile                       | Donna Nolan       | tévéfilm                                         |
| 2007 | Nora Roberts: Kék füst                     | Blue Smoke                            | Bianca Hale       | - tévéfilm - magyar hangja: - Kubik Anna         |
| 2007 |                                            | Christmas at Cadillac Jack's          | Peg               | tévéfilm                                         |
| 2017 | Kingdom – Az igazak ügyvédje               | Kingdom                               | Annette Kulina    | 2 epizód                                         |
| 2018 | Grace és Frankie                           | Grace and Frankie                     | Teddie            | 2 epizód                                         |
| 2018 | Elvált nők kézikönyve                      | Girlfriends' Guide to Divorce         | Meryl Frumpkis    | 1 epizód                                         |

Rendezőként
- One Night Stand (1995)[9]

Producerként
- Hyper Sapien: People from Another Star (1986) – vezető producer
- Lionheart (1987) – producer
- The Landlady (1998) – segédproducer

## Fontosabb díjak és jelölések
| Év   | Díj                                | Kategória                          | Jelölt mű               | Eredmény |
| ---- | ---------------------------------- | ---------------------------------- | ----------------------- | -------- |
| 1975 | Oscar-díj                          | Legjobb női mellékszereplő         | A Keresztapa II. (1974) | Jelölve  |
| 1977 | Oscar-díj                          | Legjobb női főszereplő             | Rocky (1976)            | Jelölve  |
| 1977 | Golden Globe-díj                   | Legjobb női főszereplő – filmdráma | Rocky (1976)            | Jelölve  |
| 1977 | Amerikai Filmkritikusok Szövetsége | Legjobb női mellékszereplő         | Rocky (1976)            | Elnyerte |
| 1977 | New York-i Filmkritikusok díja     | Legjobb női mellékszereplő         | Rocky (1976)            | Elnyerte |
| 1981 | Arany Málna díj                    | Legrosszabb női főszereplő         | Windows (1980)          | Jelölve  |
| 1986 | Arany Málna díj                    | Legrosszabb női mellékszereplő     | Rocky IV. (1985)        | Jelölve  |
| 1991 | Arany Málna díj                    | Legrosszabb női főszereplő         | Rocky V. (1990)         | Jelölve  |

## Fordítás
- Ez a szócikk részben vagy egészben  a   Talia Shire című angol Wikipédia-szócikk fordításán alapul.  Az eredeti cikk szerkesztőit annak laptörténete sorolja fel. Ez a jelzés csupán a megfogalmazás eredetét és a szerzői jogokat jelzi, nem szolgál a cikkben szereplő információk forrásmegjelöléseként.